# WW de la Guineueta
WW de la Guineueta (WW Vulpeculae) és una estrella variable a la constel·lació de la Guineueta de magnitud aparent +10,51. La distància a la que es troba no es coneix amb exactitud, s'estima que deu ser entre 1800 i 2200 anys llum.
WW Vulpeculae és una estrella Herbig Ae de tipus espectral A3e.
Aquestes estrelles encara no han entrat a la seqüència principal i estan en fase de creixement, incorporant material de l'exterior.
Són estrelles molt jóvens; WW Vulpeculae té una edat aproximada de 3,7 milions d'anys.
Amb una temperatura de 8970 K, posseeix una massa 2,5 cops major que la del Sol i és 50 vegades més lluminosa que aquest.
Gira sobre si mateixa ràpidament amb una velocitat de rotació de 220 km/s com a mínim.
La seua metal·licitat —abundància relativa d'elements més pesats que l'heli— és notablement superior a la solar, aproximadament unes tres voltes major.
Igual que altres estrelles similars, WW Vulpeculae està rodejada per un disc circumestel·lar, amb una massa que s'estima en 0,0362 masses solars.
WW Vulpeculae és una estrella variable de variacions ràpides.
Les variacions en la seua espectro són produïdes fonamentalment per vent estel·lar anisotròpic, amb una alta velocitat que es genera a la regió interior del disc d'acreixement.